# 山田風太郎
山田 風太郎（やまだ ふうたろう、1922年1月4日 - 2001年7月28日）は、日本の小説家。本名は山田 誠也（やまだ せいや）。戦後日本を代表する娯楽小説家の一人。東京医科大学（入学時は東京医学専門学校）卒業、医学士号取得。
『南総里見八犬伝』や『水滸伝』をはじめとした古典伝奇文学に造詣が深く、それらを咀嚼・再構成して独自の視点を加えた伝奇小説、推理小説、時代小説の3分野で名を馳せる。特に奇想天外なアイデアを用いた『魔界転生』や忍法帖シリーズに代表される大衆小説で知られている。2010年（平成22年）、その名を冠した「山田風太郎賞」が創設された。

## 筆名
筆名は、中学生時代に3人の友人らと互いに呼び合うのに用いた雷 / 雨 / 雲 / 風という符丁、そして受験雑誌への投稿時代にペンネームとして使用した「風」に由来する。当初は「かぜたろう」と読ませたかったようである（国立国会図書館のデータベースにその名残が見られる）が、最終的に「ふうたろう」で定着した。なお、戦前・戦後の映画・芸能雑誌をコレクションしていた色川武大が、その雑誌の中から、たまたま学生時代の「風太郎」名義の投稿を発見し、その頁のコピーを山田に送ったこともある。

## 来歴

### 生い立ち
1922年（大正11年）、兵庫県養父郡関宮村（現在の養父市）で「山田医院」を開業していた父母ともに代々医者の家系に生まれる。
5歳のとき、父・太郎が脳卒中で急死。9歳のとき、山陰の漁村・諸寄村に転居する。11歳のとき、母親が亡父の弟で医師である叔父と再婚して山田医院を再開、故郷の関宮へ戻る。
1935年（昭和10年）、兵庫県立豊岡中学校（旧制中学=5年制、現在の兵庫県立豊岡高等学校）に入学し、寮生活が始まる。旧制中学時代の教師に奈良本辰也、吉田靖彦 (国際政治学者)は中学の同級生で友人。1936年（昭和11年）、母・寿子が肺炎により死亡し、「魂の酸欠状態」となる。叔父は別の女性と再婚するが、養父母になじめず、「不良学生」となる。3度停学となる。
1940年（昭和15年）、旧制高等学校の合格はならず、2年間浪人。1942年（昭和17年）8月、家出状態で上京。この年に受けた徴兵検査で肋膜炎のために入隊を免れる（当時、甲種と乙種合格の者のみが徴兵されていた）。沖電気の軍需工場（品川）で働きながら受験勉強を続け、1944年（昭和19年）に旧制東京医学専門学校（後の東京医科大学）に合格。入学後は読書を心の支えに虚無的な生活を送るも、1945年（昭和20年）5月に空襲で焼け出されて山形に避難し、沖電気時代の恩人である高須氏夫人の連れ子にあたる佐藤啓子（当時13歳、のちに妻となる）と出会う。後に学校ごと長野県の飯田に疎開。
敗戦前日には異常な精神状態となり、友人と徹夜で議論。「日本を救うためには不撓不屈の意思の力であと三年戦うしかない、無際限の殺戮にも耐え抜いたときのみにこそ日本人の誇りは守られる」と訴えた翌日の日記には「帝国ツイニ敵ニ屈ス。」とのみ記された。
1953年（昭和28年）に妻子を得、終生を伴とする。
日本の敗戦についてはその後、「最大の敗因は科学であり、さらに科学的教育の不手際であった」と日記に著している。

#### 後の著作への影響
山田風太郎の作品に共通する、「一歩引いた視点からの人間や歴史への視点」は、幼少時の両親との死別、そして多感な青春時代に起こった太平洋戦争により型作られた。特に徴兵検査で体格不適格で丙種合格となったことが「生涯列外の者」としての意識を形成することになったと自ら語っている。

### 初期・ミステリと時代小説
正式なデビュー以前、旧制中学時代に何度か雑誌に小説を投稿し、入賞している。叔父からの仕送りで医学生をしていた時代、生活のために『宝石』の短編懸賞に応募した『達磨峠の事件』が入選（1947年1月号に掲載）したことで作家デビュー。1950年（昭和25年）、28歳で東京医科大学を卒業したものの、医師になることは、自ら不適と決める。
戦後の荒廃した世相を背景とした推理小説を中心に、多数の短編を発表。
また、同期の作家である高木彬光との合作小説『悪霊の群』を執筆するなど活動を続け、山田、高木と、島田一男、香山滋、大坪砂男は「探偵小説界の戦後派五人男」と呼ばれた。また、1950年（昭和25年）、高木彬光、島田一男、香山滋らと新人探偵作家の会「鬼クラブ」を結成して、同人誌『鬼』を刊行した。
長編『誰にも出来る殺人』、『棺の中の悦楽』等は、読み切り連載特有の制約を守りつつ、全体を意外な結末へ導く工夫を凝らしている。作者本人は、明治ものの一作である『明治断頭台』を自身のミステリ作品の最高傑作と述べている。
デビュー以来10年、日本ミステリ界の巨人であり、宝石の編集長を自ら務めた江戸川乱歩への恩もあってミステリ作品を中心に執筆した。ただ、時々雑誌のカテゴリーを無視して時代小説を寄稿している。「（ミステリは）自分には向いていなかった」と山田自身は語っているが、多数の傑作を残したことは事実であり、2000年（平成12年）には日本ミステリー文学大賞を受賞した。現代を舞台にしたミステリ作品は、1960年代半ばまで断続的に発表された。例外として『神曲崩壊』は1987年（昭和62年）の作品である。
鼻の位置にペニスがあるという突拍子もない設定の『陰茎人』をはじめとするユーモア・ナンセンス作品、学年誌に発表した少年向け作品や、歴史を扱った小説も多数発表。『山屋敷秘図』に代表される切支丹もののように日本を舞台にするだけでなく、原稿料のかわりに貰った中国四大奇書のひとつ『金瓶梅』をミステリとして再構成した『妖異金瓶梅』があり、忍法帖を執筆するきっかけともなった。なお、時代小説は晩年に至るまで執筆している。

### 忍法帖とブーム
『妖異金瓶梅』の後、同じく四大奇書である『水滸伝』を翻案しようと模索するが、108もの武術を考えるに至らず、かわりに忍法という奇想天外な術を用いて活躍する忍者たちの小説を構想する。
1958年（昭和33年）に発表した『甲賀忍法帖』を皮切りとする忍法帖もので流行作家となる。これは安土桃山時代から江戸時代を舞台として、想像の限りを尽くした忍法を駆使する忍者たちの死闘を描いた作品群である。1963年（昭和38年）から講談社より発売された『山田風太郎忍法全集』は全10巻の予定であったが、刊行途中で連載を終えた『柳生忍法帖』の上・中・下巻と短編集2冊を加えて全15巻となり、累計で300万部を売り上げるベストセラーとなった。
その後も掲載紙を問わずに多数の長編・短編が執筆された。その中には細部の設定を詰めずに連載を開始したものも多かった。特に柳生十兵衛三部作の第一作『柳生忍法帖』は当初は『尼寺五十万石』と題され十兵衛が登場する予定はなく、第二作『魔界転生』は、どんな忍法が登場しても大丈夫なように適当な題名『おぼろ忍法帖』をつけたものの、結局内容にそぐわなくなった。そのため『尼寺五十万石』は単行本化の際に、『おぼろ忍法帖』は角川文庫収録時に『忍法魔界転生』、後述する1981年の映画化の際に現行の題名に改題された。
同時期に白土三平が貸本劇画『忍者武芸帳 影丸伝』を発表しているが、従来の「忍術」を「忍法」に変えたことが共通する程度で、作風的には、あまり類似性はない。山田は生前、白土の漫画のことを読んだことがないと語っており、それぞれ、同時代に時代精神として並行して発生したものだと考えられる。
なお、1961年（昭和36年）から連載された横山光輝の漫画作品『伊賀の影丸』は、風太郎忍法帖の影響大の作品である。
忍法帖シリーズの執筆は1960年代の終わりまで続くが、1970年代に入ると幕末を舞台とした時代小説を中心に手掛けるようになる。忍法帖の様式に当てはまる最後の作品は、明治初期を舞台とした『開化の忍者』（1974年（昭和49年））である。

### 空白の幕末期
幕末を舞台とした短編は1970年代を中心にいくつか書かれているが、長編としては天狗党の乱を描いた『魔群の通過』と、明治元年に薩摩兵が惨殺されたことに対する報復による元幕臣の悲劇を描く『修羅維新牢』、国定忠治の息子が侠客修行の旅を続けるうちに維新の騒乱に身を投じる『旅人国定龍次』などがある（『修羅維新牢』は幕末の動乱が収まっていない時期であるため明治もののカテゴリーからは外れる）。
いずれも、維新のいわゆるヒーローのような人物がほとんど関わらない出来事を取り上げているのが特徴である。『旅人国定龍次』については後半、維新の志士や新撰組、坂本龍馬などが登場し物語に大きく関わりはするが、維新の部外者である侠客の目を通して、一定の距離を置いた幕末の動乱が描かれている。

### 明治もの・史実の交差
幕末の作品が橋渡しをする形で、1973年（昭和48年）に、明治時代を舞台とした『警視庁草紙』の連載がオール讀物で始まる。“明治もの”と呼ばれる作品群は、明治6年から8年を舞台とした『警視庁草紙』から、基本的に作を進めるごとに時代が下ってゆく。風太郎原作・福田善之の戯曲『幻燈辻馬車』1992年初演（主人公は元会津藩士。三遊亭円朝、大山巌・捨松、田山花袋、川上音二郎・貞奴、坪内逍遥が登場）は明治15年から17年、『地の果ての獄』（主人公は愛の典獄といわれた有馬四郎助。原胤昭、幸田露伴、細谷十太夫、横川省三、鈴木音高、井上伝蔵、岩村高俊、新島襄が登場）は明治19年から20年が舞台。『明治断頭台』は例外的に遡って、1869年（明治2年）から1871年（明治4年）の最初期を舞台にしている。
日本人に馴染みの深い、あるいは名前を知っている歴史上の人物や事件を交差させる手法が特徴である。史実と史実の間を独創的なエピソードによってつなぐこの手法は、人物や事件を可能性の中から模索して結びつけることに成功している。ほとんどの作品は破綻を見せずに完成させているが、意図的に史実を無視した部分も存在する。これは他の時代を扱った作品においても同様である。
1986年（昭和61年）発表の『明治十手架』を最後に、明治物の作品執筆は終了する。

### 室町と晩年
1989年（平成元年）、足利義政を主人公とした『室町少年倶楽部』を皮切りに、資料面の不足などから当時敬遠されていた室町時代を舞台にした“室町もの”と呼ばれる作品群を発表した。この中には、以下のような作品がある。
- 『婆沙羅』 - 南北朝時代に、ばさら大名と呼ばれた佐々木道誉の奔放な人生。
- 『室町お伽草紙』 - 少年時代の豊臣秀吉を中心に、京に集った若き日の織田信長・武田信玄・上杉謙信の物語。
- 十兵衛 三部作の完結編『柳生十兵衛死す』（1991年（平成3年）発表）

『柳生十兵衛死す』は「小説を書くとその分命を縮める」と考えていた山田が書いた最後の小説でもあるが、実際は白内障や糖尿病、パーキンソン病を次々患ったことで執筆活動そのものが困難になっていたとされる。そのためか晩年には、アイデアはあると語っていたが、小説にすることはなかった。室町時代を舞台に蓮如を狂言回しとして、八犬伝の犬士たちが活躍する室町ものの構想もそのひとつであるが、もし執筆されれば室町ものと忍法帖とのあいだの年表上の空白を補い、「忍法八犬伝」、「八犬傳」とあわせて八犬伝三部作ともいえる作品になったはずであった。なお、室町・戦国・江戸・明治・戦後初期と、それぞれ舞台とした小説の空白期間である、大正期・戦前期についての作品を書いて、風太郎サーガとして「時代の流れをすべて続ける」構想もあった。
90年代は随筆や対談、インタビュー集が出版されたが、その中でもパーキンソン病にかかった自分自身を見つめたエッセイ『あと千回の晩飯』は出色の出来である。
2001年（平成13年）7月28日、肺炎のため東京都多摩市の病院で死去。命日である7月28日は奇しくも師の江戸川乱歩の命日と同日である。
2003年（平成15年）には故郷兵庫県養父市の旧関宮小学校跡に山田風太郎記念館が開設された。

## 歴史・死生観
上に挙げたようなカテゴリーに当てはめられる作品群以外
- 太閤記にはじまる英雄としての豊臣秀吉を疑問視し、徹底的なエゴイストとして描き切った『妖説太閤記』
- 江戸時代の作家、曲亭馬琴の著作、南総里見八犬伝を再構成した上で、八犬伝の世界を“虚”、その作者である馬琴の世界を“実”として交互に綴るという構成の『八犬傳』　余談だが、山田は毎日の献立や出納などを全て日記に記録しており、同じことをしていた馬琴と共通するものがあったという。

上記以外の著名な著作に、
- 自身の昭和20年の日記である『戦中派不戦日記』、1970年代の初版刊行から数十年経ても版元を変え重版されている。終戦の前日には出る杭を打ち、変わり者を追い払うという日本人は「全く独立独特の筋金の入らないドングリの大群」のようになったと嘆いていた。敗因の原因を日本人が「なぜか？」という問いを持たなかったという（「天声人語」朝日新聞2014年8月15日））。
- 上記以外にも、太平洋戦争の開戦当日と終戦に至るまでの数日、日米双方で起きた出来事をピックアップして時系列順に並べた『同日同刻』もあり重版されている。
- 古今東西の著名な923人の臨終の様をまとめ、死亡年齢順に並べた『人間臨終図巻』等が知られる。また学生時代の書簡集や、自身の子供の成長を書き記し、後に嫁入り道具として娘に持たせたという『山田風太郎育児日記』がある。

## 再評価・影響

### 忍法帖シリーズ
1990年代に入ってから、忍法帖シリーズはリバイバルと言える状況が2つの要因により発生した。一つはオリジナルビデオ（Vシネマ）ブームの中で、『くノ一忍法帖』をタイトルに冠したシリーズが発表されたことである。これらはいわゆるエロ・グロ・ナンセンスが強調され、くノ一が全く存在しない作品であっても登場させ、お色気シーンを加えたりするものがほとんどである。他では映像化のない忍法帖作品（『秘戯書争奪』や『自来也忍法帖』）が原作として取り上げられた点は貴重であるが、Vシネマとしての忍法帖は『山田風太郎原作の作品』というよりは『くノ一忍法帖』というブランドとして扱われている。
もう一つの要因は北上次郎が指摘しているが、脚本家から小説家に転じ、時代伝奇小説の分野に一大センセーションを巻き起こした、隆慶一郎が1989年（平成元年）に小説家活動僅か5年で急逝したことである。隆の作品から時代小説に興味を持ったものの、その死により読む物がなくなった読者層が、同傾向の過去作品を探し求めた結果として、忍法帖シリーズに辿りついた者が少なからずいたという。

### 忍法帖シリーズ以外の作品
山田が新作小説を発表しなくなってから、忍法帖シリーズに比べて正当に評価されていたとは言い難い作品群の再評価が始まった。
その先陣を切ったのは、『山田風太郎傑作大全』（廣済堂文庫、1996年〜）全24巻である。この中には入手困難だったミステリおよび時代小説の長・短編が数多く収められ、隠れた名作を手軽に読めるようになった。ただし、本の帯などでミステリ作品にあるまじき種明かしがされている（その後出版された光文社文庫版にはない）。現在でもこのシリーズでしか文庫化されていない作品が多く、1963年（昭和38年）の長編『太陽黒点』が広く知られるきっかけともなった。

### 明治ものの影響
山田が手をつけるまでは「明治時代は歴史・時代小説の鬼門」と言われた時代があったが、明治ものの成功以降、明治を舞台にした小説を書く作家が増えた。なお、明治ものの「実在の人物たちが、もしも、意外な場所で出あっていたら」という手法は、多くの作家に影響を与えた。関川夏央がやはり明治を舞台として、谷口ジローと合作した漫画『「坊っちゃん」の時代』シリーズはその典型だが、他にも類似の手法をとった作品は多い。
2001年（平成13年）に作者が死去した後も様々な形で企画が立ち、復刊、あるいは初単行本化が続いている。

## 親族
- 父：山田太郎、母：寿子、妹：昭子[1]
- 『あと千回の晩飯』によると父の又従兄は男爵加藤弘之であり、加藤弘之の孫が浜尾四郎・古川ロッパ兄弟であるという[12]。しかし、『風々院風々風々居士』によると、父・山田太郎のまたいとこは、加藤弘之の子の加藤照麿とある[13]。
- また、作家小林信彦も遠縁にあたる[13]。

## エピソード
- 太平洋戦争終結の前年、22歳の学生だった当時に、物資不足のデパート最上階にあった一食20銭の雑煮食堂に通ったが、一軒では空腹が満たされず、三越と伊勢丹をハシゴしたことがあり、後にこの振る舞いを「古事記の黄泉戸喫（ヨモツヘグイ）をやったよう」と述懐している[14]。
- 作品の原稿は、出版社から返却されると「焚き火が大好きで」とことごとく焼いたため、生原稿はほとんど残っていない（現在5編のみ確認されている）[15]。
- 毎晩ウィスキーをボトル3分の1も飲んで、「アル中ハイマー」と自称していた[16]。
- 食通で知られ、山田家自慢の一品であった、とろけるチーズを薄い牛肉で包んでサラダ油で焼いた「チーズの肉トロ」や、ビフテキを来客へ出す時は、既存のビフテキソースとニンニク醤油を並べ、客に選ばせていたといった逸話を、自身の随筆に書いている[17]。
- 関川夏央による生前刊行の評伝『戦中派天才老人　山田風太郎』（マガジンハウス、1995年4月／ちくま文庫、1998年12月）がある。
- 追悼出版に『文藝別冊　山田風太郎　綺想の歴史ロマン作家』（河出書房新社、2001年10月）がある。
- 作品ガイドに『列外の奇才　山田風太郎』（角川書店、2010年11月）、『山田風太郎全仕事』（角川文庫、2011年11月）がある。

## 作品一覧

### 探偵小説（シリーズ探偵）

#### 荊木歓喜もの
- 十三角関係 名探偵・荊木歓喜 講談社、1956 のち廣済堂文庫、光文社文庫 - 風太郎作品の名探偵「荊木歓喜」の推理が冴えわたる長編
- 帰去来殺人事件 大和書房 1983 「落日殺人事件」 桃源社 1958 - 中編「帰去来殺人事件」と短編7編を集めている。時代は戦後、復興未だならずという時期。
  - 帰去来殺人事件
  - 落日殺人事件
  - チンプン館の殺人（歓喜登場）
  - 抱擁殺人
  - 西条家の通り魔
  - 女狩
  - お女郎村
  - 怪盗七面相

#### 八坂刑事シリーズ
- 夜よりほかに聴くものもなし 東都書房、1962 のち現代教養文庫、廣済堂文庫、光文社文庫 - 犯罪者の事情に理解を示しながらも、犯人を逮捕するベテラン刑事を主人公にした短編集。
  - 証言
  - 精神安定剤
  - 法の番人
  - 必要悪
  - 無関係
  - 黒幕
  - 一枚の木の葉
  - ある組織
  - 敵討ち
  - 安楽死

#### 青春探偵団
- 青春探偵団 講談社、1959 のち廣済堂文庫 「殺人クラブ会員」東京文芸社、1964 - 「山風短」（画：せがわまさき） で漫画化。
  - 幽霊御入来
  - 書庫の無頼漢
  - 泥棒御入来
  - 屋根裏の城主
  - 砂の城
  - 特に名を秘す

#### 女探偵捕物帳
- 女探偵捕物帳 出版芸術社 のち角川書店 - 捕物帳とあるが舞台は終戦後の新宿など。
  - 三人の辻音楽師
  - 新宿殺人事件
  - 赤い蜘蛛 1952 「りべらる」1952年10月号掲載 - のちに類似トリックが、他の作品にも応用される。
  - 怪奇玄々教
  - 輪舞荘の水死人 - 建物トリックが、他作にも応用されている。

### 本格ミステリ

#### 長編
- 誰にもできる殺人 講談社、1958 「誰にも出来る殺人」現代教養文庫、廣済堂文庫 - 「連鎖式」の連作長編。アパートの新しい住人が、前の間借り人が残したノートを見つけ、過去の歴代間借り人の手記を読み始める。
  - 女をさがせ
  - 殺すも愉し
  - まぼろしの恋妻
  - 人間荘怪談
  - 殺人保険のすすめ
  - 淫らな死神

#### 中編
- 厨子家の悪霊 「旬刊ニュース」1949年1号（初稿） 岩谷書店、 のちハルキ文庫 1997 - 雪原に倒れていた美貌の富豪夫人だが、積もった雪には、婦人の白いゴム長靴の足跡はなかった。「聖霊」とも形容される夫人の美しい娘と、夫の連れ子である狂人のように見える息子。そして、現場にいた「悪霊（あくれい）[注 1]」と呼ばれる魔犬の謎。

#### 短編
- 達磨峠の事件 - 新編・光文社文庫 2002
  - 達磨峠の事件 「宝石」1947年1月号掲載 - 山田風太郎の商業誌デビュー作の短編。途中で「犯人は誰か」と読者への問いかけが挿入される。
  - 旅の獅子舞
  - 死人館の白痴
  - 片目の金魚
  - 東京魔法街
  - ふしぎな異邦人
- 天使の復讐 「平凡」1948年2月号掲載 のち集英社文庫、1997
- 眼中の悪魔  岩谷書店 1948 のち春陽文庫、光文社文庫 - 第2回探偵作家クラブ賞短編賞受賞。兄への手紙というスタイルで語られる、三人の複雑な人間関係による殺人事件。
- 虚像淫楽 1948、のち桃源社 1965、出版芸術社 1995、旺文社文庫 - 性的倒錯の極致がミステリとして昇華された初期短編の傑作。真夜中に医院にかけこんできた少年。彼が連れてきた病人は昔その医院で働いていた看護婦。彼女は昇汞を飲んでいて、瀕死の状態であった。
- 泉探偵自身の事件  1948 「新探偵小説」1948年5月号掲載 - ベントリー「トレント自身の事件」のもじり。
- 笛を吹く犯罪 「オール小説」1949年3月号
- 黄色い下宿人 『別冊宝石』1953年12月号 - ホームズものパロディ。夏目漱石も登場する。ドイル原典の語られざる事件「ジェイムズ・フィリモア失踪事件」を扱う。
- 死者の呼び声 東方社 1955
- 墓掘人
- 恋罪 - 作中に作者自身が「山田風太郎」の名前で登場。
- 司祭館の殺人
- 二人 - 風太郎の現代物ミステリの中でも屈指のトリッキーな作品。
- 天狗岬殺人事件  出版芸術社 2001、角川文庫 2010 - 単行本未収録の作品を集めたもの。
  - 天狗岬殺人事件 - 眠る殺人（スリーピング・マーダー）。ブランコなど揺れるものを恐れる主人公。
  - この罠に罪ありや - 安下宿屋でのガス中毒死事件。「都市ガスがしばしば止まる」という当時の公共サービスの実態も語られる。
  - 夢幻の恋人
  - 二つの密室
- 環 「推理ストーリー」1964年1月号 - 本作を最後に、1973年までミステリ新作はほぼ途絶える。

#### 犯罪実話
- 下山総裁 - 時効が成立し、未解決事件となった下山事件を描く。
- 渡辺助教授毒殺事件 - クイーン「事件の中の女」のような実際に起きた事件の小説化。

### 変格ミステリ

#### 長編（変格ミステリ）
- 太陽黒点 桃源社、1963 のち廣済堂文庫 - 戦争が生んだ突飛な殺人を扱った長編ミステリ
- 棺の中の悦楽 桃源社、1962 のち現代教養文庫、光文社文庫 - 人間の欲望を暴く異色長編。 監督：大島渚で映画化。

#### 短編（変格ミステリ）
- 女が車に乗せるとき
- 鬼さんこちら 「別冊週刊大衆」1961年8月26日号掲載
- 目撃者
- とんずら
- 飛ばない風船
- 知らない顔
- 不死鳥
- ノイローゼ
- 動機
- あいつの眼 「傑作倶楽部」1957年6月号掲載 出版芸術社 2001 - 以下の短編は、単行本未収録作品の拾遺集として「山田風太郎コレクション」第1巻に併録。
- 心中見物狂
- 白い夜
- 真夏の夜の夢
- 殺人喜劇МＷ - 進歩的な文化人夫妻と若者の奇妙な殺人劇が展開するミステリ仕立ての風刺作。

#### 単行本未収録
- 袈裟ぎり写真
- 黄泉だより
- 完全殺人者
- 初恋の美少女
- 武蔵野幻談 - 類似トリックが他作にも応用。

#### ミステリ概説
『山田風太郎ミステリー傑作選』（全10巻、光文社文庫、2001年）、『山田風太郎コレクション』（出版芸術社）の第1巻「天狗岬殺人事件」と、第3巻「十三の階段」（様々な作家による連作集）、高木彬光との共著『悪霊の群』で、山田のミステリ・少年ものはほとんど読める。正式デビュー以前の作品群も、『山田風太郎ミステリー傑作選』に収録された。ただし、刊行後に発見された原稿や掲載誌、および未発見の作品もある。

### 奇想小説
現代もので推理小説でない作品と、伝奇小説のうち、舞台が現代、作者考案による架空の世界、時代物・歴史ものでない作品を本項で別記する。

#### 怪談もの
- 怪談部屋 妙義出版 1956 のち光文社文庫 - 二十世紀の怪談七編を収録の中短編集。出版社により収録作品に多少の違いあり。
  - 手相 1947 「宝石」1947年10月号掲載 - 「達磨峠の事件」に次ぐ山田風太郎の商業誌二作目の短編。
  - 雪女  1948 岩谷書店
  - 笑う道化師 - サーカスのブランコ乗りによる道化師殺害計画。
  - 双頭の人 1949 「宝石」1949年1月号掲載
  - 黒檜姉妹 「ホープ」 1949年2月号掲載
  - 畸形国 「ホープ」 1950年1月号 - 昔話や落語の「一眼国」を連想させる、美醜の異なる価値観を持つ国の話。
  - 蝋人（ろう人間） 「小説世界」1950年2月号 - 窒息死した被害者。しかし、絞殺の痕跡も無く、殺害方法がわからない。
- 二十世紀怪談 東方社 1956 - 二十世紀の怪談を収めた第二短編集。出版社によってはジュブナイル短編も含む。
  - 万太郎の耳 「ロック」1948年4月号掲載
  - 蜃気楼 「宝石」1948年6月号掲載
  - 永劫回帰 「宝石」1948年12月号掲載
  - 人間華 「モダン小説」1949年1月号掲載
  - まぼろし令嬢 「ロック」1949年2月号掲載
  - 呪恋の女 「りべらる」1952年7月号掲載
  - ドン・ファン怪談 「傑作倶楽部」1955年12月号掲載
  - 臨時ニュースを申上げます 「小説倶楽部」1958年9月号 文芸評論新社 1958
  - 美女貸し屋
  - 二十世紀のノア

#### SF小説
- 1999年 1956 光文社
- 江戸にいる私（徳川家康）- 江戸初期にタイムスリップした不良カップル。主人公二人は現代に戻れずに終わる。
- 江戸にいる私（平賀源内） 広済堂文庫、1973　- 上記の同名異作。江戸中期にタイムスリップした現代の物書き。
- 神曲崩壊 朝日新聞社、1987 のち朝日文庫、廣済堂文庫 - 語り手はダンテに連れられて、「飢餓の地獄」「過食の地獄」「愛欲の地獄」などをめぐる。
- 日本合衆国 2013 - 山田の没後に発見された未完成の作品。日本が47州の合衆国になる物語の構想。

#### 恐怖小説
- 女死刑囚 「りべらる」 1950年6月号 桃源社、 のち旺文社文庫 - 死刑執行を目前に控え、殺人犯の女囚が過去を回想する。
- 30人の3時間 - 飛行機が墜落する前の三時間を描く。死の瞬間が近づく恐怖。
- 新かぐや姫 「面白倶楽部」 1951年8月号 - 娘を失った悲しみを癒すために、放蕩三昧を続ける娼館の経営者。彼は妻の妹に密かな想いを抱いていた。
- 呪恋の女 「りべらる」 1952年7月号
- 祭壇 - 子宮ガンを宣告され生きる気力を失った女性。一人で死ぬのは嫌だから、誰か道連れにしようと考える。
- 誰も私を愛さない 「週刊タイムス」1954年6-8号掲載 - 意識を取り戻した女性は記憶を失っていた。代わる代わる現れる彼女の「夫」だと称する男たち。
- 跫音 角川ホラー文庫、1995 - ロシア文学の舞台劇のような恐怖小説。
- 青銅の原人
- びっこの七面鳥
- エベレストの怪人
- とびらをあけるな

### ユーモア・官能小説

#### 素広平太シリーズ
- 陰茎人 東京文芸社 1954 「奇想小説集」講談社文庫
- ハカリン
- 男性滅亡
- 満員島 春陽堂書店 1956
- 自動射精機　1966 - 「忍法相伝64」シリーズの伊賀大馬との共演。

#### 風俗小説
- 恋の奇蹟屋 「富士」 1949年12月号
- 露出狂奇譚 「別冊週刊大衆」 1960年5月号
- お玄関拝借 「週刊大衆」 1960年9月12日号
- わが愛しの妻よ 「推理ストーリー」 1961年12月号
- 賭博学体系

#### エロ・グロ・ナンセンス
- 男性週期律 桃源社、1964 のち光文社文庫 - 禁欲の男たち五人は、それぞれ数奇な運命を辿る。
- 春本太平記 桃源社、1964 - 売れない作家や画家を使い大学生実業家が発行している春本が、検挙した法曹たちにも影響を与える。
- 天国荘奇譚 桃源社、1964 のち光文社文庫
- ダニ図鑑

### 戦争小説
- 戦艦陸奥 桃源社、1965 のち光文社文庫
  - 黒衣の聖母 「講談倶楽部」1951年2月号 - 復員兵が、出征中に空襲で死んだ妻そっくりの娼婦に出会う。
  - 戦艦陸奥 「面白倶楽部」1953年6月号 - 戦艦陸奥が爆沈した事件の、真相についての推論が語られる。
  - 魔島 - ガダルカナル島の戦闘で生き残った日本兵七名の悲劇。
  - 裸の島 - 南太平洋の小さな島に漂着した日本兵十名の運命。
  - 女の島 「講談倶楽部」1953年6月号 - 兵士三人、看護婦七人、そして五人の従軍慰安婦。孤島にたどり着いたとき、主従関係の逆転が始まる。
  - 潜艦呂号99浮上せず - 五ヶ月後に死ぬと予言された海軍中尉が、潜艦呂号99に乗り込む。
  - 狂風図 - 終戦直前、日本が戦争に負けるか否か、自分達はどうすべきか激論の疎開医学生たち。
  - 腐爛の神話 - 昔のニュース映画を観ているような感じの異色作。
  - 最後の晩餐 - 特高警察による、スパイ疑惑の『梟の家』と呼ばれる家を張り込みで起きた事件。

### 普通小説・掌編

#### ショート・ショート
- 千人目の花嫁 （この世の見納め） 中部日本新聞
- 鳥の死なんとするや
- 無用な訪問者 1959 角川文庫
  - 馬鹿にならぬ殺人 - 「無用な訪問者」の原型。わずか2ページの掌編。
- 幻華飯店 1962
- 妖物 1963
- しゃべる男 「ショートショートランド」1982年冬号[18]
- 雲南 「ショートショートランド」1982年秋号[18]

#### 普通小説
- 乳房
- 接吻反射

#### その他
- 泣きじゃくる悪魔 桃源社 1957
- 道化の方舟 東都書房、1963
- 極悪人 双葉社 1996
  - 極悪人
  - 大無法人
  - わが愛しの妻よ
  - この道はいつかきた道
- 一刀斎と歩く

### 時代小説
- みささぎ盗賊 1947 「ロック」1947年10月号掲載 - 山田風太郎の最初の時代小説（短編）。全ジャンルでは「達磨峠の事件」「手相」に次いで三作目。
- 妖僧 「富士」1949年3月号掲載 - 妖術使い無辺のいんちきを、織田信長が見破る。
- 盲僧秘帖 東京文芸社 1955 - 目を潰されたり元々見えない蟇丸・蝶丸の二人の堕落した破戒僧が、陶・毛利が絡む大内家の内紛に介入する中編。
- 山刄夜又 同光社出版 1957 「韋駄天百里」東京文芸社、「いだ天百里」廣済堂文庫、「いだてん百里」徳間文庫 - 岩田やすてるにより漫画化「NADESI〜いだてん百里」。
- 黒百合抄  「オール讀物」1959年11月号掲載
- 幽霊船棺桶丸 桃源社 1967
- 幕末妖人伝 講談社 1974
  - 第一話 山上平蔵　（からすがね検校）
  - 第二話 河上彦斎　（おれは不知火）
  - 第三話 高野長英　（伝馬町から今晩は）
  - 第四話 芹沢鴨　（新選組の道化師）
  - 第五話 徳川家定　（陰萎将軍伝）
  - 番外 ウラジーミル・ヤマトフ　（ヤマトフの逃亡）
- 元禄おさめの方 平安書店 1975
- 売色奴刑 平安書店 1975 「剣鬼と遊女」旺文社文庫、廣済堂文庫
- 南無殺生三万人 東京文芸社 1975 「切腹禁止令」廣済堂文庫 - 初代火盗改・中山勘解由の人生。
- 御用侠 講談社、1976 のち小学館文庫
- 山屋敷秘図 旺文社文庫、1984 のち徳間文庫 - のちに「外道忍法帖」に登場する転び伴天連・フェレイラが出てくる切支丹もの。
- 怪異投込寺 旺文社文庫、1985 のち集英社文庫
- 踏絵の軍師 旺文社文庫、1986
- 売色使徒行伝 広済堂文庫、1996
- 笊ノ目万兵衛 門外へ 旺文社文庫、1984 のち大陸文庫、「おれは不知火」河出書房新社、2020  - 老中配下の鬼同心・笊ノ目万兵衛が、老中を襲撃する側に廻る。
- 長脇差枯野抄 広済堂文庫、1997
- 魅入る - 単行本未収録の短編。

#### 時代小説概説
他のカテゴリに当てはまらない時代小説について、『山田風太郎妖異小説コレクション』（徳間文庫、2003年）に纏める企画が立てられたが、最初の4巻目で終了。

### 伝奇小説
時代小説のうち、史実と異なる設定や結末、作者考案による架空の人物、タイムスリップ・架空戦史を含む歴史SFなどを本項で別記する。探偵小説的趣向が濃いものも含まれる。

#### 異国もの
- 蓮華盗賊 東方社 1955 - 山田作品では最も時代が古い（紀元前600年代のインド）。
  - 万人杭 - 読みは「ワンインカン」。首を切られても再生する中国秘法。
  - 降倭変 - 舞台は朝鮮慶尚南道（キョンサンナムド、경상남도）の西生浦（ソセンポ、서생포）倭城。

#### 金瓶梅シリーズ
- 妖異金瓶梅 講談社、1954 のち角川文庫、廣済堂文庫、扶桑社文庫（『秘抄金瓶梅』と合本）
- 秘抄金瓶梅 講談社、1959

#### 反忠臣蔵もの
- 妖説忠臣蔵 講談社、1957 のち集英社文庫、徳間文庫
  - 殺人蔵 - 目的のためには手段を選ばぬ大石内蔵助の冷酷さを描く。語り手が誰かは最後に判明する。
  - 変化城 - 吉良は上杉の領地へ匿われることになり出立するが、何者かが執拗に付け狙う。
  - 名探偵・千坂兵部 - 密室ミステリ。
  - 生きている上野介 - 吉良が討ち入りで死ななかったという設定の「歴史IF」。
- 大石大三郎の不幸な報い　1974 - 内蔵助の遺児である大石良恭の末路と大石家の破滅を描く。
- 大野九郎兵衛の逆運 - 大野知房の零落と子孫の失敗を記した後日談。
- 秘密を知る男　文藝春秋社、1974 - 山田宗徧は茶会で会った吉良の重臣二人の人品に貴種英傑の相を見る。のちに彼らの曾孫と仍孫は、富士山を描き海外からも絶賛された天才画家と、治水に長けた開明派の統治者となる。
- 蟲臣蔵（赤穂飛脚） 旺文社文庫、1985
  - 蟲臣蔵 - 48人目の赤穂浪士の無惨な結末を描く。
  - 赤穂飛脚（走る忠臣蔵） - お銀という女を頭にした飛脚を襲う強盗集団が、赤穂の使者のじゃまをするように頼まれる。
  - 行灯浮世之介
  - おれも四十七士 - 貝賀友信の惨めな最期。
- 盗作忠臣蔵
  - 盗作忠臣蔵 1973 「週刊新潮」1973年1月5日号掲載 - 内匠頭刃傷事件のあおりをくらって改易となった土岐家。
  - 起きろ一心斎
  - 山田真竜軒

#### 反太閤記もの
- 幻妖桐の葉落とし 東都書房 1958 「首（幻妖桐の葉おとし）」 桃源社 1965 のちハルキ文庫 - 大坂城の図面を預かる豊臣恩顧の大名が次々に殺される。 『甲賀忍法帖』の2年前に発表されたもの。伊賀・甲賀・真田の忍者が登場するが、武芸のみでのちの「忍法帖」のような忍法は使わない。
- 妖説太閤記 （上・下）、双葉社、1967 のち講談社文庫 - 「庶民の英雄」としての秀吉像を否定した長編。
- 秀吉妖話帖 集英社文庫、1995
- 明智太閤 	東京文芸社 1967 - 歴史改変SF。光秀が関白となり天下をとるパラレルワールドの日本。

#### 青砥稿花紅彩画
- 白浪五人帖 光文社、1958 「白波五人帖」旺文社文庫、集英社文庫、徳間文庫、春陽文庫

#### その他の伝奇小説
- 女人国伝奇 桃源社 1958 徳間文庫、「ありんす国伝奇」時代小説文庫 - 読みは「ありんす国」。江戸の吉原を舞台にした短編集。
  - 傾城将棋
  - 剣鬼と遊女
  - ゆびきり地獄
  - 夜ざくら大名
- 不知火軍記 桃源社 1959 のち旺文社文庫、集英社文庫
  - 不知火軍記 - のちに「外道忍法帖」に登場する天草扇千代が小西行長の孫娘・不知火と対決する中編。
  - 首　「宝石」1958年10月号掲載 - のちの忍法帖シリーズの中編「忍法小塚ッ原」と連作をなす。杵築藩の上屋敷「松平大隅守」邸前で討たれた井伊大老の首のゆくえ。
- 魔群の通過 天狗党叙事詩 光文社、1978 のち角川文庫、文春文庫、廣済堂文庫
- 旅人国定龍次（上・下） 「高知新聞」ほか1985年8月連載、講談社、1986 のち文庫、廣済堂文庫 - 国定忠治の忘れ形見・龍次のさすらい旅。

### 忍法帖（長編・連作）
- 甲賀忍法帖 光文社、1959 のち角川文庫、時代小説文庫、講談社文庫 - 忍法帖シリーズの最初の長編。甲賀と伊賀、勝つのはどちらの忍法か。
- 江戸忍法帖  講談社、1960 のち角川文庫、時代小説文庫、講談社文庫 - 忍法帖シリーズ第二長編。主人公対複数の忍者という構図の最初の作品。甲賀七忍と争う葵悠太郎、角兵衛獅子の姉弟。
- 飛騨忍法帖（飛騨幻法帖）  漫画サンデー連載時は「飛騨幻法帖」 東都書房、1960 「軍艦忍法帖」角川文庫 - 飛騨幻法が近代兵器と対決。五人の敵が使うは拳銃、鉄砲、大砲、騎馬隊、軍艦。
- くノ一忍法帖 講談社、1961 のち角川文庫、時代小説文庫、講談社文庫 - 豊臣秀頼の子胤をめぐる伊賀忍者五人衆と信濃くノ一五人の性戦。
- 外道忍法帖 講談社、1962 のち角川文庫、河出文庫 - 長崎を舞台に、伊賀、甲賀、そして大友の忍者各15人×3＝45人の忍法が繰り広げる三つ巴戦。
- 忍者月影抄 講談社、1962 のち角川文庫、河出文庫 - 武芸者と忍者が組み、尾張と将軍家の争いに参入。「月影」は尾張柳生が使う秘剣。
- 忍法忠臣蔵（能登忍法帖）講談社、1962 のち角川文庫、時代小説文庫、講談社文庫 - 上杉家の能登忍者と能登組くノ一がそれぞれの忍法で、元禄赤穂事件を阻止。
- 信玄忍法帖（八陣忍法帖）講談社　1964 のち角川文庫、時代小説文庫、河出文庫（原題『八陣忍法帖』[注 2]） - 信玄の生死をさぐる徳川忍者と猿飛・霧隠コンビの死闘。
- 風来忍法帖 講談社（上・下）、1964 のち角川文庫、時代小説文庫、講談社文庫 - 小田原城下に集まった香具師が、本職の忍者を向こうに回して奮闘する。
- 柳生忍法帖 講談社（上・中・下）、1964 のち角川文庫（上・下）、時代小説文庫、講談社文庫（原題『尼寺五十万石』） - 「柳生十兵衛三部作」の最初の長編。謎の盲目剣士が会津七本槍を一人ずつ倒す度に、加藤家の家紋「蛇の目」が一つずつ減っていく。忍法も忍者も登場しないが、十兵衛のトリックを一種の忍法として忍法帖シリーズと見做す。
- 忍法八犬伝 徳間書店、1964 のち文庫、講談社文庫 - 八犬士の子孫がくノ一から里見の姫を守る。
- 忍法相伝73 講談社、1965 のち角川文庫 - 「忍法相伝64」の改作と続編。忍法が現代（1964年当時）に蘇る。
- 自来也忍法帖 実業之日本社、1965 のち角川文庫 - 「自ラ来タル也」と嘯く謎の忍者「自来也」登場。
- 魔天忍法帖 徳間書店、1965 のち文庫 - パラレル戦国もの。「忍者化粧蔵（忍者　枝垂七十郎）」の前日談。大丸屋呉服店の化粧蔵が冒頭とラストに出てくる。
- おぼろ忍法帖 講談社、1697　のち角川。角川からの再刊時に『忍法魔界転生』に改題、さらに1981年に『魔界転生』に改題 - 「柳生十兵衛三部作」の第二長編。蘇った宮本武蔵、荒木又右衛門ら魔界衆七人に立ち向かう柳生十兵衛。柳生十人衆が奇策で十兵衛に助太刀。
- 伊賀忍法帖 講談社、1967 のち角川文庫、時代小説文庫、講談社文庫 - 真田広之主演で映画化。
- 忍びの卍 講談社、1967 のち角川文庫 - 伊賀・甲賀・根来の忍者最強戦。
- 笑い陰陽師（忍法笑い陰陽師）　光文社カッパノベルス、1967 のち角川文庫『忍法笑い陰陽師』（原題『笑い陰陽師』） - 夫婦の忍者を主人公にした連作。
- 忍法剣士伝 「新潟日報 」ほか1967年2月-9月連載（原題『忍者不死鳥』）、講談社 1968 のち角川文庫 - 北畠家に集結した剣士達12人から姫の身を守るべく、伊賀忍者と姫が逃亡の旅を続ける。
- 銀河忍法帖（佐渡忍法帖） 「週刊文春」1967年10月30日号 - 1968年7月22日号連載（原題『天の川を斬る』） 、文藝春秋、 1968 のち角川文庫 - 大久保長安の愛妾五人が操る携帯武器と伊賀忍者五人の忍法、いずれが有効か。
- 秘戯書争奪 「週刊新潮」1968年2月23日 - 10月12日号連載（原題『秘書』）、 新潮社  1968 のち角川文庫 - 主人公と七人のくノ一、ヒロインと七人の伊賀者。恋人同士の二人が房中術の秘書「医心方房内篇」をめぐって対立する。
- 忍法封印いま破る 「報知新聞」1968年10月28日 - 1969年4月30日連載（原題『忍法封印』）、報知新聞社、1969 角川文庫 - 「銀河忍法帖」の続編。主人公が忍法を封印したまま、体術や機転を武器に甲賀忍者五人と対決する。
- 天保忍法帖  『漫画サンデー』1968年11月6日 - 1969年6月18日号連載（原題『われ天保のGPU』） 実業之日本社、1969 「忍者黒白草紙」角川文庫　- 天に代わり、法で裁けぬ巨悪に鉄槌を下す奉行と忍者。
- 妖の忍法帖（根来忍法帖） 光文社カッパノベルス、1969 「忍法双頭の鷲」（あやかし忍法帖） 角川文庫（改版2018） - 根来忍者の隠密コンビを主人公にした連作。正義サイド（主人公側）が敗北する作品。
- 海鳴り忍法帖 講談社、1971 のち角川文庫、時代小説文庫（原題『市民兵ただ一人』） - 天才鍛冶職人が自ら開発した新兵器の力で、根来忍者30000人に立ち向かう。
- 忍法創世記 出版芸術社、2001 のち小学館文庫 - 最後の忍法帖長編だが、時系列は最も古い。伊賀に忍法、柳生に剣術が興った由来が描かれる。

#### 長編概説
長編の忍法帖作品は、基本的には連載終了後に単行本化された。長編は約28作品（忍法帖に入るか議論の分かれる作品あり）あるとされる。山田自身は、長編が31作と言及している。
- 1969年から翌年にかけて週刊文春で連載された『忍法創世記』のみ、『山田風太郎コレクション』（出版芸術社、2001年）第2巻で単行本化され、2005年に小学館文庫に収められた。当時出版されなかった理由は、出来が悪いと著者が判断し単行本化を拒否していたためと言われたり、または天皇と三種の神器、いわゆる皇室タブーを扱っていたためと解説する評者もいる。

1970年代後半より、角川文庫から佐伯俊男による官能的な表紙絵（文庫カバー）の山田風太郎作品（赤紫の背表紙で揃えている）が、忍法帖を中心に発売された。さらに1981年『魔界転生』の映画化がきっかけで再び忍法帖は脚光を浴びる。現在ではほぼ絶版だが、『忍法剣士伝』と『おんな牢秘抄』は2008年現在も販売中。（角川文庫のラインナップにないのは、「魔天忍法帖」「忍法創世記」「武蔵野水滸伝」「柳生十兵衛死す」）
- 角川文庫の表紙で『くノ一忍法帖』、『忍法忠臣蔵』（「『忍法歓喜天』で美少年に換わる能登くノ一」（1976年）と「『忍法蜘蛛の糸巻』で蝶を捕獲する能登忍者」（1984年異装版）など）は佐伯イラストが複数ある。『魔界転生』と『伊賀忍法帖』は佐伯イラストと映画グラビアの二通り。また、1984年以降の『外道忍法帖』、『忍法剣士伝』、『秘戯書争奪』、『おんな牢秘抄』、『叛旗兵 妖説直江兼続』 からは、表紙カバーが光沢紙になり、佐伯イラストの輪郭が細かい描写に代わる。

その後、2003年の『魔界転生』の再映画化に伴い寺田克也による表紙で『甲賀忍法帖』などが復刊した。なお、1990年代に講談社が忍法帖の大半の作品（17長編・作者による自選短編集）をノベルスで出版。1998年から翌年にかけて、一部が天野喜孝の表紙で文庫化（全14巻）され、ノベルスは絶版となった。

### 忍法帖（中短編集）

#### 中編・未完作・長編の原型
- 忍者 帷子乙五郎 1961 - 長編「忍法忠臣蔵」の原型。忍法忠臣蔵の第二章までに相当。紙や糸で何でも切断する特技を持つ主人公。 （「別冊アサヒ芸能」1961.9 ）
- 忍者化粧蔵 1961 - 町娘や旗本の姫など、美女に化けての隠密が得意な女装忍者と、彼女（彼）に恋する呉服店化粧蔵の娘に迫る忍者・枝垂七十郎の戦い。短編「忍者　枝垂七十郎」は、仏坂源内と枝垂七十郎の決闘など途中が大幅に省略されている。（「サンデー毎日」1961年11月特別号「忍者化粧蔵」）
- 忍法相伝64 1964 「週刊大衆」連載 - 長編「忍法相伝73」の原型。コント55号主演で映画化。長らく単行本に未収録だったが、ちくま文庫「忍法破倭兵状」に新収録された。
- 隠密忍法帖（お小人忍法帖） 1965 - 長編「妖の忍法帖（根来忍法帖）」の原型。沼田真田藩・加賀爪上杉藩・三日市前田藩[注 10]らに不穏な動きあり。改易を狙う公儀はお小人（隠密）を放つが、お小人二人は探るうちに大名家に同情するようになる。大名3家までで連載休止。（「漫画サンデー」1965.1-3 ）
  - 傘骨連判状 - 公儀に真田家の酷政を直訴しようとする旧領主・沼田家の末裔と百姓たち。根来お小人（隠密）二人は女に化けて潜入する。
  - 傾奇大名 - 婆沙羅な江戸南町奉行として名高い上杉直澄 。江戸の町民を刮目させる資金源は何処にありやお小人二人が探索する。
  - 淫の寵姫 - 謙信を祀る小津神社に参拝する三日市藩の国御前。前田候の代参はカモフラージュで、愛人と密会ではとお小人二人はにらむ。
- 〆の忍法帖（とじこめ忍法帖） 1967　「オール読物」1967年5月号掲載 - 忍者の肉体による人工授精の試み。
- 姦の忍法帖[注 11]（よこしま忍法帖） 「オール読物」1967年11月号、文藝春秋、1968 のち文庫、ちくま文庫 - 各藩が秘蔵の武具で最強を決める大会。「胎の忍法帖」以下の短編を併録。
  - 胎の忍法帖（妖胎記） - 織田信長の侵略に抵抗する輪島一族の忍法。
  - 牢の忍法帖（曲牢） - おんな牢に切支丹姉妹が送られて、女囚たちがキリシタンに染まってしまう。
  - 笊の忍法帖（忍ばずの忍者） - 精力絶倫の忍者が受ける三つの試練。
  - 転の忍法帖（筒を売る忍者） - 忍者が町医者となり始めた性転換手術。
- 淫の忍法帖（むさぼり忍法帖） 1968 「オール読物」1968年7月号掲載 - 子宝に恵まれぬ大名家が、奥方や腰元の相手として五人の男を呼び出す。
- 叛の忍法帖（さからい忍法帖） 1968 角川文庫、1983 「忍法流水抄」 - 美しい女装の忍者・刈羽が、腰元として大名の奥方に接近し、天下を動かす。（1968年「オール読物」連載時は「忍びの死環」）
  - 倒の忍法帖（越後忍法帖） 1967 （「小説現代」1967年11月号では「忍法倒蓮華」[注 12]） - 高田藩75万石・松平忠輝を女性化させようとする雪ノ外記・お貞夫婦の忍法。
- 忍法関ケ原 文藝春秋 1970 のち文春文庫、講談社文庫、ちくま文庫 - 中編集。
  - 忍法関ケ原 - 関ケ原の直前、国友村の鉄砲鍛冶を味方につけようと、徳川・石田による「忍者」を使った代理戦争。
  - 忍法甲州路（忍法無明剣） - 眠りの忍法対眠りの剣術。「体の一部だけ眠る」「半分眠る」など秘技を見せる忍者たちに、寝ぼけ女郎が挑む。
  - 忍法天草灘（邪淫の雅歌） - 切支丹を改宗させるべく、長崎に婚約者同士の忍者カップルが派遣される。互いに、相手の男性器を持ち合って楽しむ男色行為、美男と醜女の性交を見て興奮する視姦行為、といった異常性癖が懺悔で語られる。
  - 忍法小塚ッ原 - 首切り役人が忍者だったという設定。短編「首」と連作になる。
- くノ一紅騎兵（忍法万華鏡[注 13]） 1971 講談社　のち 1979 角川文庫 - 「山風短」（画：せがわまさき） で漫画化。 美少年の姿と美女のなりを使い分ける上杉の忍者。「叛旗兵」「能登忍法帖（忍法忠臣蔵）」で柳生（十兵衛）・里見（八犬伝）に次ぐ「上杉三部作」の構想。（『小説宝石』1971年1月号）

#### 短編集（忍法帖）
- かげろう忍法帖（忍法陽炎抄） 講談社、1963 のち文庫、ちくま文庫、「忍法陽炎抄」角川文庫 - 最初の短編集。
  - 忍者　仁木弾正（かげろう忍法帖） 1961 - 忍法帖の短編では、最初の作品。 敵サイドの仁木弾正が倒されず生存、さらに、その背後の黒幕は「おぼろ忍法帖」でも悪役を務める[注 14]。（「別冊週刊大衆」1961年1月号掲載「謀反人系図」改題）
  - 忍者 明智十兵衛 - 体を切断してもまた再生する忍法を使う十兵衛。発表時期も時系列（光秀が信長出仕より以前）もごく初期の作品で、複数の短編集に重録されている。
  - 忍者 向坂陣内 『オール読物』1963 - 江戸の町を荒らす盗賊団の陣内（鳶沢・庄司・向坂）三人と服部半蔵が戦う。
  - 忍者 本多佐渡守 - 岡本大八事件から大久保長安事件に至る大久保・本多の政争。初期の代表短編で複数の短編集に重録されている。
  - 忍者 服部半蔵 - 伊賀甲賀忍者軍団の総帥の兄と、忍法もできず遊女に惚れ込む弟の葛藤。
- 野ざらし忍法帖 講談社、1964 のち文庫、ちくま文庫、「忍法行雲抄」角川文庫、1982 - 第二短編集。
  - 忍者 車兵五郎 - 水中および水上での忍者の決闘。
  - 忍者 野晒銀四郎（野ざらし忍法帖） - 死んでも蘇る「忍法生死人（いきしびと）」はいかにして敗れたか。
  - 忍者 九沓歓兵衛（忍者　傀儡歓兵衛） - 読者さえも幻惑されてしまう忍法「傀儡（くぐつ）廻し」。カー初期の「怪奇ミステリ」やダール「奇妙な味」にも似たトリッキーな忍法帖。
  - 忍者 枯葉塔九郎 - 巻末に水木しげるによる漫画化「大いなる幻術」を併録。「山風短」（画：せがわまさき） で漫画化。
  - 忍者 梟無左衛門 - 主筋の娘の避妊を画策する忍者。
- さざなみ忍法帖 文藝春秋新社 1965 のち角川文庫「忍法鞘飛脚」「忍法破倭兵状」に分冊  1981、ちくま文庫「忍法破倭兵状」 - 第三短編集。
  - 忍法破倭兵状 - 朝鮮の忍者が出てくる忍法帖。
  - 忍法しだれ桜（さざなみ忍法帖） - 登場忍者36人（伊賀忍者1人、根来忍者27人、根来くノ一8人）は忍法帖の短編では最多。
  - 忍法鞘飛脚 - 名ばかりの忍者が最後に見せた忍法。
  - 甲賀南蛮寺領 - 伴天連に甲賀が与えられ、年貢徴収を妨害する甲賀忍者たちの苦闘。
  - 伊賀の散歩者 - 作中に、江戸川乱歩作品のタイトルが盛り込まれている。
- つばくろ忍法帖（くノ一死にに行く） 講談社、1967 のちちくま文庫 - 第四短編集。タイトルに「試合」のつく短編を集めたもの。
  - かまきり試合（くノ一媚笑して待つ） - 美少女くノ一の夫になるために、13人の伊賀忍者が死闘を繰り広げる。
  - つばくろ試合（つばくろ忍法帖） 1966 （オール読物1966年3月号「つばくろ忍法帖」改題） - 少林寺拳法と剣術使いのコンビが、根来忍者と対決。
  - 摸牌（モーパイ）試合 - 結城秀康の男性器に彫られた刺青の秘密を、伊賀くノ一が探ろうとする。
  - 膜試合 - 処女を使って男を殺すユーモラスな短編。
  - 逆艪試合（逆艪一刀流） - 神子上と小野による一刀流の正統争い。
  - 捧げつつ試合（くノ一捧持して行く） - 公儀隠密と真田忍者との忍法戦。
  - 濡れ仏試合（くノ一香汗して追う） - 神子上・小野一刀流ものにくノ一が絡む。
  - 麺棒試合（忍麺） - 江戸の奇才、平賀源内が登場。
- くノ一忍法勝負 講談社 1969 のちちくま文庫
  - 虫の忍法帖（忍法虫）
  - 妻の忍法帖（妻はくノ一）（「奥様は忍者」[注 15]改題）
  - 呂の忍法帖
- 武蔵忍法旅 文藝春秋 1970 のちちくま文庫 - 「忍法帖」の最後が「帖」以外で終わる短編を集めたもの。
  - 武蔵忍法旅（武蔵忍法帖）
  - 天下分目忍法咄（忍者　撫子甚五郎）
  - おちゃちゃ忍法腹（忍法玄界灘）
  - 刑部忍法陣（忍譚 大谷刑部）
  - 近衛忍法暦（御盾ぬらりひょん）
  - 彦左衛門忍法盥（忍譚　大久保彦左衛門）
  - ガリヴァー忍法島　1969 「小説セブン」1969年11月号掲載（「ガリヴァー忍法記」改題）
- お庭番地球を回る（世界忍法帖） 文藝春秋 1971 のちちくま文庫
  - お庭番地球を回る - 日本を離れた忍者が外国人を驚かす。
  - 怪談厠鬼
  - さまよえる忍者 1970 「小説サンデー毎日」1970年9月号掲載
  - 読淫術
- 忍者六道銭 講談社 1971 のち角川文庫、ちくま文庫
  - 忍者六道銭
  - 忍者死籤
  - 天明の隠密（天明忍法帖） - 国木田独歩「忘れえぬ人々」のパロディ[注 16]
- 忍法聖千姫 講談社 1970 のちちくま文庫
  - 忍法聖千姫
  - 忍法とりかえばや（とりかえばや忍譚） - 身体の一部を他人のものと取り換える忍法で、優れた部位を身に着けた忍者たちの悲喜劇。
  - 忍法穴ひとつ
  - 忍法幻羅吊り
  - 忍法ガラシャの棺（柩の伽羅奢）
- 津軽忍法帖 実業之日本社 1973 - 南部と津軽の確執と相馬大作に関連の作品集。
  - 怪異二挺根銃（津軽忍法帖）
  - 大いなる伊賀者 - 若衆（美少年）と傾城（美女）の両方の姿で津軽候を狙う、遊郭に潜む伊賀忍者。
  - 春夢兵
- 剣鬼喇嘛仏 徳間ノベルス 1976 のち文庫、「剣鬼喇嘛仏　最後の忍法帖」ちくま文庫、「伊賀の聴恋器」角川文庫
  - 剣鬼喇嘛仏 - 「山風短」（画：せがわまさき） で漫画化。
  - 伊賀の聴恋器 - 忍法を馬鹿にしたため、服部組から半ば放逐された忍者が作る珍発明。
  - 妖羅の秀康（越前忍法帖） - 肉や皮膚を移植して、人体の器官を再生する越前藩の忍者。結城秀康を暗殺すべく放たれた刺客との対決。
  - 開化の忍者（最後の忍法帖） - 忍法帖シリーズ最後の短編。単行本未収録を除くと、83番目の短編。時系列では「忍法相伝110　白馬降臨」（舞台は1965年）が最も現代に近い。
- 女郎屋戦争 1981 角川文庫「忍法女郎屋戦争」（原題『女郎屋戦争』）
  - 女郎屋戦争（忍法女郎屋戦争）[注 17] 「オール読物」1971年11月号掲載
  - 忍法花盗人
  - 忍法阿呆宮 1969（問題小説1969年5月号「大奥阿呆宮」改題）
  - 忍法肉太鼓
- 忍法落花抄 角川文庫、1983 - 単行本未収録の作品を中心にした短編集。
  - 忍者 石川五右衛門 「別冊週刊大衆」1970年3月11日号
  - 忍法死のうは一定
  - 忍法瞳録 （「別冊文藝春秋」1970年3月号「盲忍」改題）
  - 忍者 帷子万助 - 風太郎の「忍法帖シリーズ」としては珍しく、主人公側の忍者が全員生還する。
  - 忍者 玉虫内膳 - 足の指で剣を操る忍者が、将軍や幕閣を悩ます変死騒動の犯人探しに挑む。

#### 短編（忍法帖）
- 筒なし呆兵衛 1971 - 『山田風太郎忍法帖短篇全集』全12巻（ちくま文庫、初版2004 - 2005年）に未収録の短編。題名は「耳なし芳一」のもじり。

#### 掌編
- 忍者 鶉留五郎 - わずか5ページのショートショートで、「忍法帖シリーズ」最短の作品。「忍者化粧蔵」と「魔天忍法帖」に出てくる大丸呉服店の化粧蔵が、本作にも三たび登場。

#### 忍法帖エッセイ
- 忍法と剣のふるさと 1963 「週刊現代」1963年3月28日号 - 伊賀・甲賀・柳生の紀行文だが、内容は辛辣で批判的なコメントが多い。
- 忍法小説はなぜうけるか 1964 「サンケイ新聞」1964年2月3日 - サルトルの「何も足さない、何も引かない」をはじめ、「機械文明への反発」「天下は泰平なり」などと忍法帖の流行について分析。
- 首斬り浅右衛門 1964 「アサヒグラフ」1964年2月14日号 - 延宝年間に書かれた忍術書「万川（まんせん）集海」に記載のある忍者の紹介。
- 「今昔物語集」の忍者 1964 「漫画サンデー」1964年2月26日号 - 「忍法帖を書き始めたきっかけが『水滸伝』だった」など、「忍法帖シリーズ」の裏話を作者が語るエッセイ。
- 「甲子夜話」の忍者 1964 「オール読物」1964年3月号 - 肥前平戸の藩主、松浦静山(まつうら せいざん)が著した「甲子夜話（かつしやわ）」に登場する忍者について語る。
- TV忍法帖 1964 「女性自身」1964年9月7日号 - テレビで活躍する植木等らの魅力を、「忍法」に例えた異色エッセイ。
- 忍法金メダル作戦 1971 - 円谷幸吉など五輪選手を忍者とし、高速道路の早期建設も「日本国による忍法」であると言及。

#### その他の忍法帖
- 慶長大食漢 - 『山田風太郎忍法帖短篇全集』全12巻（ちくま文庫、初版2004 - 2005年）には「忍法帖ではない」として未収録の短編。角川書店では「忍法帖」扱い。
- 嗚呼益羅男 1971「小説現代」1971年12月号掲載 - 同じく「忍者も忍法も登場せず、忍法帖ではない」として同上の全集に未収録。角川書店では「忍法帖」扱い。
- 天明の判官 - 同全集に未収録。下ネタに注意。忍者は出るが名前が無い。
- 家康の幕の中（忍者シリーズ 家康の幕の中） 1964 - 西瓜を切らずに中に物を入れる根来忍者。
- 叛心十六歳（ただいま十六歳 由井正雪） 1965 - 『おぼろ忍法帖』の前日談。

#### 短編概説
忍法帖の短編集は、複数の出版社より刊行され、各巻に重複短編も多い。短編は83編以上（単行本未収録と、忍法帖に入るか議論の分かれる作品があり、最多で88編を数える）あるとされる。
『山田風太郎忍法帖短篇全集』（ちくま文庫、2004 - 05年）が全12巻で発売され、忍法帖の全短編の他、矢野徳の絵物語や、「忍者枯葉塔九郎」を水木しげるが漫画化した「大いなる幻術」などが付録に収められた。この完結と同時に、河出文庫で忍法帖の長編の出版計画が立てられたが、第一期の『信玄忍法帖』『外道忍法帖』『忍者月影抄』の3作品のみ刊行。

### 忍法帖に準ずる長編小説
時代小説のうち、幻法や忍者・剣豪もので「忍法帖シリーズ」との関連が強い作品、作者自身が「忍法帖」扱いしている作品を本項で別記する（『尼寺五十万石』も本来はこの位置だが『柳生忍法帖』改題により、各社の全集・シリーズ企画では忍法帖扱いが普通）。 

#### 準忍法帖（作者の評価・採点あり）
- 武蔵野水滸伝（上・下） 講談社、1974 のち時代小説文庫、小学館文庫 - 幻術を使う魔人・任侠・剣豪が戦う長編。「忍法帖」に含めて語られる解説もある[注 20]。
- 柳生十兵衛死す（上・下） 毎日新聞社 1992 のち時代小説文庫、講談社文庫 - 「柳生十兵衛三部作」の最終作として「忍法帖」に準ずる扱いをされることもある[注 21]。

#### 関連長編
- おんな牢秘抄 東都書房、1960 のち角川文庫 - 何度も映像化され、忍法帖シリーズの一つのような位置付けを受ける場合がある。
- 叛旗兵 産経ノベルス、1976 のち角川文庫、廣済堂文庫、徳間文庫（『叛旗兵 妖説直江兼続』と改題） - 前田慶次郎・岡野左内・車丹波・上泉主水ら「直江四天王」と本多正信の次男・直江勝吉との確執を抱えつつ、直江山城守が伊達・福島・浅野ら徳川に屈した大名家をやり込めていく。忍者も登場。
- 八犬傳（八犬伝） 朝日新聞社、1983 のち文庫、角川文庫、廣済堂文庫 - 「八犬伝」と馬琴の生涯を交互に描いた作品。風太郎にはあと一遍、八犬伝ものを書き「里見三部作」（本項目の第1章第6項「室町と晩年」参照）とするアイデアがあったという。

### 明治もの
- 運命の俥（明治かげろう俥）1957　桃源社 1959 「明治かげろう俥」 旺文社文庫 - 明治ものを書き始める前に書いた長編作品。大津事件（ロシア皇太子暗殺未遂）で栄達した人力車の車夫二人だが、女色に溺れ運命の歯車が狂っていく。
- 明治忠臣蔵 河出文庫、1954 - 旧相馬藩をめぐるお家騒動。忠臣・錦織剛清がマスコミや世論を味方に英雄となるも最後に敗北する。
  - 天衣無縫（天皇と美女と暗殺） 1955  - 広沢真臣暗殺で愛妾・おかねが疑われるが無罪となり釈放される。『おんな牢秘抄』のようなくすぐり責めの描写がある。
  - 絞首刑第一号 1956
  - 三剣鬼 1965
- 斬奸状は馬車に乗って 講談社 1973　のち「東京南町奉行」旺文社文庫、大陸文庫、ちくま文庫 1997
  - 斬奸状は馬車に乗って
  - 東京南町奉行
  - 切腹禁止令
  - 首の座
- 警視庁草紙 文藝春秋、1975 のち文庫、河出文庫 - 「明治もの」第一長編 明治6年から10年までを描く。
- 幻燈辻馬車 新潮社、1976 のち文春文庫、河出文庫 - 元会津藩士の辻馬車に、事件や問題を抱えた乗客が乗り込んでくる。
- 地の果ての獄 文藝春秋、1977 のち文庫、ちくま文庫 - 北海道を舞台に多彩な人物が事件を起こす群像劇。
- 明治断頭台　文藝春秋、1979 のち文庫、ちくま文庫
- 明治波濤歌 新潮社、1981 のち文庫、河出文庫、ちくま文庫 - 日本を去った者、日本へやってきた者、それぞれの事情を描き出す。全て海に何らかの関係がある中編。
  - それからの咸臨丸
  - 風の中の蝶 - 南方熊楠と北村透谷の青春譜。
  - からゆき草紙 - 樋口一葉の目前で起きた密室殺人。
  - 巴里に雪のふるごとく
  - 築地西洋軒
  - 横浜オッペケペ
- エドの舞踏会 文藝春秋、1983 のち文庫、ちくま文庫 - 鹿鳴館に集う女たちのドラマ。
- ラスプーチンが来た 文藝春秋、1984 のち文庫、ちくま文庫 - 若き日の明石元二郎が活躍の長編
- 明治十手架 1986 「読売新聞」夕刊　1986年8月16日号-1987年11月7日号連載 読売新聞社、1988 のち角川文庫、ちくま文庫 - 明治もの最後の長編。『地の果ての獄』でも監獄教誨師として登場した実在の人物、原胤昭の若き時代の物語。
- 明治バベルの塔 万朝報暗号戦 新芸術社 1989.7 のち文春文庫、ちくま文庫
  - 明治バベルの塔 - 黒岩涙香が目論む新聞企画。
  - 牢屋の坊っちゃん - 夏目漱石の文体を真似て小山六之助の獄中を綴る。
  - いろは大王の火葬場 - 火葬場稼業で成功した木村荘平。
  - 四分割秋水伝
  - 明治暗黒星 - 明治政界の巨魁・星亨の生き様を「練武館」伊庭秀穎の弟・想太郎と対比させて綴る。

#### 明治ものエッセイ
- 巡査の初任給 1980
- 滑稽で懸命で怖ろしい時代 1992
- Edoは美しかったか 1993
- 妖人明石元二郎

#### 明治もの概説
風太郎の明治作品は『山田風太郎明治小説全集』（全14巻、ちくま文庫、1997年）に、明治期を舞台にした忍法帖の短編『開化の忍者』以外を収録。

### 室町もの
時代小説のうち、室町時代を扱った作品。
- 婆沙羅 講談社、1990 のち文庫 - 南北朝の動乱を背景に、佐々木道誉の目を通じて語られる室町長編
- 室町お伽草紙 青春!信長・謙信・信玄卍ともえ 新潮社、1991 のち文庫 - 若き日の信長・謙信・信玄が京の都に集結。
- 室町少年倶楽部 文藝春秋、1995 のち文庫 - 中編2作を収録。
  - 室町の大予言 - くじ引きで選ばれた六代将軍・義教の数奇な運命。
  - 室町少年倶楽部 - 花の御所の「魔界」を描く。

### 没後刊行の作品集
- 山田風太郎 幻妖のロマン　勉誠出版、2003年。志村有弘編
- 忍法相伝73　ミステリ珍本全集・戎光祥出版、2013年。日下三蔵編
- 山田風太郎新発見作品集　出版芸術社、2013年。有本倶子編

### ジュブナイル（少年少女向け）
- 『山田風太郎少年小説コレクション』 全2巻 論創社、2012年。日下三蔵編

#### 荊木歓喜ものリライト
- 軟骨人間 「科学の友」 1950年1月号
- 古墳怪盗團 「科学の友」 1950年2月号
- 空を飛ぶ悪魔 「科学の友」 1950年3月号
- 虹の短剣 「科学の友」 1950年4月号

#### 長編（ジュブナイル）
- 夜光珠の怪盗 「太陽少年」 1953年1月号-7月号 - 「少年小説コレクション1 夜光珠の怪盗」- 現代もの。
- 地雷火童子 「少年クラブ」 1960年1月号-12月号
- 冬眠人間 「少年クラブ」 1959年1月号+12月号 - 「少年クラブ」版のほか複数のヴァージョンあり。

#### 中編（ジュブナイル）
- 神変不知火城 1951 「少年少女譚海」 1950年1-5月号 - 「少年小説コレクション2 神変不知火城」- 歴史伝奇もの。
- 黄金密使 1950 「少年少女譚海」1950年9-11月号
- 緑の髑髏紳士 「少年少女漫画と読物」 1953年1-3月号
- 黄金明王のひみつ 1957 「中学時代一年生」1957年1-3月号
- 暗黒迷宮党 「中学時代二年生」 1957年7月号-11月号
- なぞの黒かげ 「四年の学習」 1957年10月号-1958年3月号
- 笑う肉仮面 東光出版社、1958 のち光文社文庫 - 山田の少年少女もの作品を代表する中編。
  - 肉仮面 - 中編「笑う肉仮面」の原型。連載中の出版社が倒産により未完。のちの「笑う肉仮面」よりは、おどろおどろしさが控えめ。

#### 短編（ジュブナイル）
- 摩天楼の少年探偵
- 魔の短剣 - 山田には珍しい少女向けミステリ。救いのある結末であるとともに、手がかりが文中で記述されており、読者にフェアな作品。
- 魔人平家ガニ
- 青雲寮の秘密 - 自身の体験を基にした「天国荘奇譚」の少年向けリライト。
- 水葬館の魔術 - 屋敷の見取り図のついた本格仕立てのミステリ。
- 姿なき蝋人 - 旅館で三人の男が次々に殺されるが犯人の姿がない。一般向け作品「蝋人（ろう人間）」のリライトだが、大幅に改変されている。
- 秘宝の墓場
- 魔船の冒険
- なぞの占い師 - 当時の吉田茂 を思わせる癇癪もちの総理大臣が登場する。

#### 掌編（ジュブナイル）
- 誰が犯人か 窓の紅文字の巻
- 誰が犯人か 殺人病院

#### 高校生向け
- 信濃の宿 「高校時代」 1954年10-12月号

### デビュー以前の作品

#### 一般読者向け
- 橘傳来記 「橘傳来記 山田風太郎初期作品集」 出版芸術社 2008
  - 橘傳來記
  - 朝馬日記
  - 嵐
  - 火事
  - 勘右衛門老人の死
  - 國民徴用令
  - 蒼穹

#### 旧制・中高校生向け
- 石の下 「受験旬報」 1940年2月上旬号 - 山田の小説処女作。父と兄の死により、医学への道を勧められる旧制中学生の苦悩と、年上の従姉の想いを綴る。
- 鳶 「受験旬報」 1941年3月号
- 鬼面 「受験旬報」 1940年4月号
- 三年目 「受験旬報」 1940年10月号
- 陀経寺の雪 「受験旬報」 1941年1月号
- 白い船 「受験旬報」 1941年4月号

### 合作・共著
- 白薔薇殺人事件 「モダン日本」1948年11月号 - 戦後すぐに、その頃デビューした作家6名によって書かれた連作。香山滋・島田一男・山田風太郎（第3話を担当）・楠田匡介・岩田賛が1話づづ担当し、完結編「薔薇未だ崩れず」を高木彬光で締める。（「香山滋全集・別館」三一書房　1997）
- 十三の階段 1953 - 山田風太郎・島田一男・岡田鯱彦・高木彬光によるリレー作品。
- 悪霊の群 東京文芸社、1955 - 高木彬光との合作。
- 風さん、高木さんの痛快ヨーロッパ紀行 　出版芸術社  2011 - 山田風太郎・高木彬光（著）　巨匠2人のヨーロッパ旅行記を再刊行し、未公開の旅日記を初公開。

### その他の作品
※昭和21年以降に書かれた日記は小学館で、様々な雑誌などに掲載されたエッセイ群は筑摩書房で没後出版。
日記
- 戦中派不戦日記 -昭和20年　番町書房、1971/ 講談社文庫 1985、新装版 2002 / 角川文庫 ベストコレクション（以下略）2010
- 滅失への青春 戦中派虫けら日記 -昭和17年〜19年　大和書房、1973 - 出版は二作目だが、時系列では「戦中派不戦日記」より前の時代の日記。
  - 戦中派虫けら日記　滅失への青春　未知谷、1994 / ちくま文庫 1998

- 戦中派焼け跡日記 -昭和21年 小学館、2002 / 小学館文庫 2011
- 戦中派闇市日記 -昭和22年-23年 小学館、2003 / 小学館文庫 2012
- 戦中派動乱日記 -昭和24年-25年 小学館、2004 / 小学館文庫 2013
- 戦中派復興日記 -昭和26年-27年 小学館、2005 / 小学館文庫 2014
- 山田風太郎育児日記 -昭和29年-42年 朝日新聞出版、2006

エッセイ
- 風眼抄 六興出版、1979 のち中公文庫、角川文庫
- 半身棺桶 徳間書店、1991 のち徳間文庫、ちくま文庫
- 死言状 富士見書房、1993 のち角川文庫、小学館文庫、ちくま文庫
- あと千回の晩飯 朝日新聞社、1997 のち朝日文庫、角川文庫
- わが推理小説零年（山田風太郎エッセイ集成 日下三蔵編）筑摩書房、2007、ちくま文庫 2016.5
- 昭和前期の青春（同上） 筑摩書房、2007、ちくま文庫 2016.1
- 秀吉はいつ知ったか（同上） 筑摩書房、2008、ちくま文庫 2015.9 - 秀吉を異次元から来た人間とし、本能寺を予見していたという仮説史話。光秀の心理を描く半エッセイ・半小説の短編「安土城」を併録。
- 風山房風呂焚き唄（同上） 筑摩書房、2008、ちくま文庫 2016.8
- 人間万事嘘ばっかり（同上） 筑摩書房、2010、ちくま文庫 2016.7

インタビュー、対談集
- 風来酔夢談 富士見書房、1995
- コレデオシマイ。 角川春樹事務所、1996、のち講談社+α文庫
- 風太郎の死ぬ話 ランティエ叢書：角川春樹事務所、1997
- いまわの際に言うべき一大事はなし 角川春樹事務所、1998
- ぜんぶ余禄 角川春樹事務所、2001
- 風々院風々風々居士 山田風太郎に聞く 聴き手森まゆみ、筑摩書房、2001、ちくま文庫 2005
- 人間魔界図巻 海竜社、2002 名言集
- 人は死んだらオシマイよ。 PHP文庫、2006 名言集

ノンフィクション
- 同日同刻－太平洋戦争開戦の一日と終戦の十五日 立風書房 1979、文春文庫 1986、ちくま文庫 2006
- 人間臨終図巻 徳間書店（上下） 1986-87・新装版（全3巻） 1996、徳間文庫（全3巻） 2001・同新装版（全4巻） 2011、角川文庫（全3巻） 2014
- 山田風太郎 疾風迅雷書簡集 昭和14年〜昭和20年 有本倶子編 神戸新聞社、2004
- 人間風眼帖 昭和21年〜昭和49年 有本倶子監修, 山田風太郎記念館編 神戸新聞社、2010
- 風の便り 山田風太郎書簡集 有本倶子編 講談社、2022

編著・その他
- 別冊新評 山田風太郎の世界 全特集 新評社　1979
- 日本の名随筆 60 愚 作品社 1987
- 列外の奇才 山田風太郎　角川書店編集部編 2010
- 山田風太郎全仕事　角川書店編集部編・角川文庫 2011
- 我らの山田風太郎 古今無双の天才　河出書房新社・文藝別冊、2021。作家・作品論も収録

## 作品集
- 山田風太郎忍法全集 全15巻 講談社 1963 - 64
- 山田風太郎奇想小説全集 全6巻 桃源社 1964 - 65
- 山田風太郎の妖異小説 全6巻 東都書房 1964
- 山田風太郎推理全集 全6巻 東京文芸社 1965
- 風太郎忍法帖 全10巻 講談社 1967
- 山田風太郎全集 全16巻 講談社 1972
- 山田風太郎奇怪小説集 全4巻 立風書房 1978
- 山田風太郎の奇想小説 全6巻 桃源社 1979 - 80
- 山田風太郎傑作忍法帖第1期 全13巻 講談社ノベルス 1994 - 96
- 山田風太郎傑作忍法帖第2期 全8巻 講談社ノベルス 1996
- 山田風太郎傑作大全 全24巻 廣済堂文庫 1996 - 98
- 山田風太郎明治小説全集 全14巻 ちくま文庫 1997
- 山田風太郎明治小説全集（愛蔵版 全7巻）筑摩書房 1997
- 山田風太郎忍法帖 全14巻 講談社文庫 1998 - 99
- 山田風太郎ミステリー傑作選 全12巻 光文社文庫 2001 - 02
- 山田風太郎忍法帖短篇全集 全12巻 ちくま文庫 2004 - 05
- 山田風太郎ベストコレクション 角川文庫 2010 - 刊行中
- 山田風太郎幕末小説集 全4巻 ちくま文庫 2011
- 山田風太郎 時代短篇選集 全3巻 小学館文庫 2013
- 山田風太郎傑作選 河出文庫 2020 - 刊行中

## 翻案・二次創作等
いくつかの作品は映画・テレビドラマ、舞台化され、根強い人気を証明している。
- 拳銃対拳銃 - 1956年映画化。
- 高校生と殺人犯 - 1956年映画化。
- 江戸忍法帖 - 1963年、東映で『江戸忍法帖 七つの影』として映画化。
- 忍者月影抄 - 1963年、東映で『月影忍法帖 二十一の瞳』として映画化、1996年、キングレコードで『くノ一忍法帖VI 忍者月影抄』として映画化、2011年、キングレコードで『くノ一忍法帖 影ノ月』として再映画化。
- くノ一忍法帖 - 1964年、東映で『くノ一忍法』として映画化、1991年、キングレコードでVシネマ化。
- 外道忍法帖 - 1964年、東映で『くノ一化粧』として映画化、1992年、キングレコードで『くノ一忍法帖II 聖少女の秘宝』としてVシネマ化。
- 忍法忠臣蔵 - 1965年、東映で『忍法忠臣蔵』として映画化、1983年、時代劇スペシャルで『くノ一忠臣蔵』としてTVドラマ化、1994年、キングレコードで『くノ一忍法帖IV 忠臣蔵秘抄』としてVシネマ化。
- 棺の中の悦楽 - 1965年、大島渚監督により『悦楽』として映画化。
- 風来忍法帖 - 1965年、宝塚映画で映画化、1968年、宝塚映画で『風来忍法帖 八方破れ』として映画化。
- 忍びの卍 - 1968年、東映で映画化。
- 忍法相伝64 - 1969年、東宝で『コント55号 俺は忍者の孫の孫』として映画化。
- 忍法相伝73 - 同じく『コント55号 俺は忍者の孫の孫』の原作のひとつ。
- おんな牢秘抄 - 1972年、日本テレビ、ユニオン映画より『姫君捕物控』としてTVドラマ化、1983年、時代劇スペシャルでTVドラマ化、1995年、キングレコードで『美女奉行 おんな牢秘抄』『美女奉行 おんな牢秘抄II』としてVシネマ化。
- 夜よりほかに聴くものもなし「黒幕」 - 1969年、『恐怖劇場アンバランス』第7話「夜が明けたら」としてTVドラマ化（放送は1973年）。
- 戦中派不戦日記 - NHK総合TVにて1975年に『「青春」～戦中派不戦日記より～』（銀河テレビ小説）としてテレビドラマ化。神有介主演。
- 魔界転生 - 1981年、角川映画で映画化（深作欣二監督）、1996年Vシネマ化、2003年再映画化。
- 伊賀忍法帖 - 1982年映画化。
- 秘戯書争奪 - 1993年、キングレコードで『くノ一忍法帖III 秘戯伝説の怪』としてVシネマ化。
- 幻燈辻馬車 - 福田善之の脚本で劇化され、1993年紀伊国屋演劇賞を受賞。同作品は1993年にNHK-BSで放送された。
- 同日同刻 - 1994年、NHK総合にて『日本のいちばん長い年』として放送された。
- 自来也忍法帖 - 1995年、キングレコードで『くノ一忍法帖V 自来也秘抄』として映画化。
- 柳生忍法帖 - 1998年、キングレコードで『くノ一忍法帖 柳生外伝』として映画化。ソフト化の際、『柳生外伝 くノ一忍法帖 江戸花地獄編』『柳生外伝 くノ一忍法帖 会津雪地獄編』の2本に分けてリリースされた。
- 警視庁草紙 - 2001年に『山田風太郎 からくり事件帖-警視庁草紙より-』としてTVドラマ化。
- 甲賀忍法帖 - 2005年に『SHINOBI-HEART UNDER BLADE-』として映画化。
- エドの舞踏会 - 1986年、初舞台化。1994年、NHK教育TVの『劇場への招待』で放送された。1988年、『ドラマ特別企画 妻たちの鹿鳴館』としてTBS系列でテレビドラマ化。1993年に『エドの舞踏会 夢に舞う女たち』、2000年・2002年に『妻たちの鹿鳴館』、2007年、『エドの舞踏会』としてそれぞれ舞台化。舞台「妻たちの鹿鳴館」と2007年「エドの舞踏会」の演出がドラマ版プロデューサーの石井ふく子。舞台「妻たちの鹿鳴館」は2000年NHK-BSで放送された。1983年にラジオ図書館、2022年には新日曜名作座でラジオドラマ化。
- 明治波濤歌 - 2004年、『風の中の蝶たち』として舞台化。
- 魔群の通過 - 2013年、『あかいくらやみ〜天狗党幻譚〜』として舞台化。
- 忍法双頭の鷲 - 2018年、『くノ一忍法帖 蛍火』としてテレビドラマ化[21]。
- 八犬伝 - 2024年映画化。

### マンガ
- 甲賀忍法帖 （画：小山春夫）
- 魔界転生 （画：石川賢）
- 魔界転生 （画：とみ新蔵）
- 魔界転生 （画：鳥羽笙子）
- 柳生十兵衛死す （画：石川賢）
- バジリスク 〜甲賀忍法帖〜 （原作：甲賀忍法帖 / 画：せがわまさき） - 2005年にTVアニメ化。
- Y十M 〜柳生忍法帖〜 （原作：柳生忍法帖 / 画：せがわまさき）
- 山風短 （画：せがわまさき） - 複数の短編を原作としている。
  1. 原作：『くノ一紅騎兵』
  2. 原作：『剣鬼喇嘛仏』
  3. 原作：『青春探偵団』
  4. 原作：『忍者枯葉塔九郎』
- 十 〜忍法魔界転生〜  （原作：魔界転生 / 画：せがわまさき）
- 甲賀忍法帖・改 （原作：甲賀忍法帖／画：浅田寅ヲ、『エース特濃』→『Comic新現実』）
- 花かんざし捕物帖 （原作：おんな牢秘抄 / 画：島崎譲、『MiChao!』）
- アイゼンファウスト 天保忍者伝 （原作：忍者黒白草紙 / 画：長谷川哲也、『MiChao!』）
- NADESI〜いだてん百里（原作：いだてん百里 / 画：岩田やすてる、『リイド社SPコミックス』）
- 忍法剣士伝 （原作：忍法剣士伝 / 画：土山しげる、リイド社『コミック乱ツインズ』）
- 姦の忍法帖 （原作：姦の忍法帖 / 画：土山しげる、『漫画ボン』増刊 『妖剣2』）
- 大いなる幻術 （原作：忍者枯葉塔九郎 / 画：水木しげる、ちくま文庫 野ざらし忍法帖）（同カラー版、着彩：京極夏彦、「風太郎千年史」） - 登場人物3人の名前と結末が、山田原作と異なる。
- 伊賀忍法帖（脚本・呉屋真 / 漫画・草壁ひろあき、新潮社『コミックバンチ』）
- 鬼灯 （原作：忍者枝垂七十郎 / 画：松森正 / シナリオ：鍋田吉郎、集英社『漫画時代劇ファン』）
- エイトドッグス （原作：忍法八犬伝 / 画：山口譲司、リイド社『コミック乱ツインズ』）
- 風太郎不戦日記 （原作：戦中派不戦日記 / 画：勝田文、講談社モーニングコミックス 全3巻。『モーニング』2019年8月29日号から2021年7月8日号まで連載）[22]
- 警視庁草紙 -風太郎明治劇場- （原作：警視庁草紙 / 画：東直輝、『モーニング』2021年9月23日号から連載中）[23]

### 絵物語
- 忍法三羽がらす （画：矢野徳）立風書房 1969 - 立風書房より刊行版は「カラーページ」あり（ちくま文庫では白黒）。
  - 絵物語「忍者 石川五右衛門」
  - 絵物語「忍者 向坂陣内」
  - 絵物語「忍者 撫子甚五郎」

## メディア
- 「山田風太郎が見た日本 〜未公開日記が語る戦後60年〜」（2005年8月1日、NHK）
- 「あの日 昭和20年の記憶〜日記でたどる激動の1年」（2005年12月25日、NHK)

## 受賞歴
- 1949年 - 『眼中の悪魔』および『虚像淫楽』により第2回探偵作家クラブ賞（日本推理作家協会賞の前身）短編賞を受賞。
- 1997年 - 激動の時代の生の証をとどめる著作と大衆文芸に新たな面白さをもたらした功績により第45回菊池寛賞を受賞。
- 2000年 - 第4回日本ミステリー文学大賞を受賞。